# Gerhard Buhtz

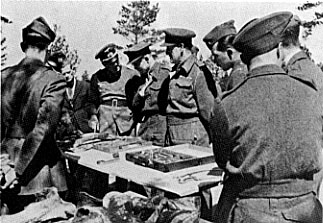
Buhtz (dritter links) zeigt in Katyn kriegsgefangenen Offizieren der Alliierten die Ergebnisse der Exhumierung (1943)

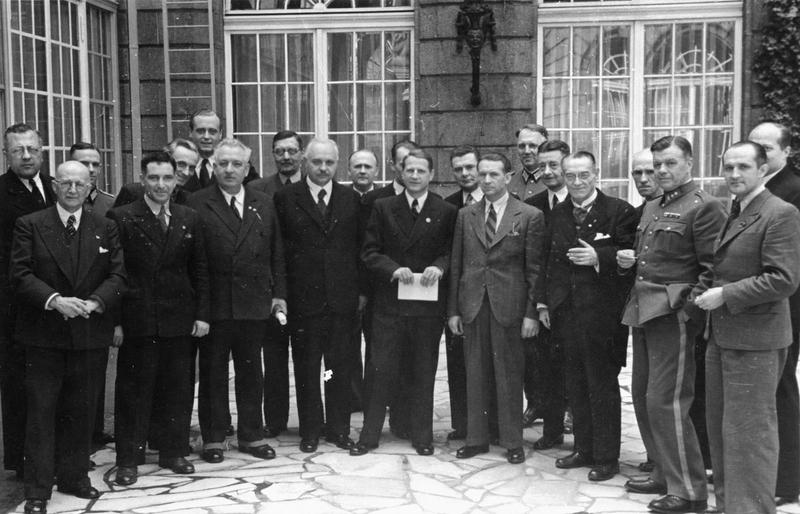
Übergabe des Berichts der internationalen Ärztekommission an den Reichsgesundheitsführer Leonardo Conti in Berlin. Buhtz als Gast (im Hintergrund in der Mitte in Uniform, 4. Mai 1943).

Gerhard Buhtz (* 24. Februar 1896 in Schönebeck (Elbe); † 26. Juni 1944 bei Minsk) war ein deutscher Gerichtsmediziner und Hochschullehrer.

## Leben
Gerhard Buhtz war Sohn des Lehrers Ernst Buhtz. Seine Schullaufbahn beendete er im August 1914 an einem Gymnasium in Brandenburg an der Havel mit dem Abitur. Er studierte Medizin und Rechtswissenschaften. Sein Medizinstudium wurde durch den Ersten Weltkrieg unterbrochen, an dem Buhtz als Kriegsfreiwilliger teilnahm. Zum Kriegsende war er Gerichts- und Ausbildungsoffizier. Nach dem Krieg nahm er das Studium wieder auf und beendete es 1923 an der Universität Greifswald.
Mit seiner Dissertation Der Begriff der Unfallfolgen nach den Entscheidungen des Reichsversicherungsamtes unter besonderer Berücksichtigung der sogen. Unfallneurosen und deren Begutachtung in der deutschen Sozialversicherung wurde er in Greifswald promoviert. Nach dem Medizinalpraktikum und der Facharztausbildung war er ab 1926 Facharzt für Psychiatrie und in Greifswald Schüler des Gerichtsmediziners Willy Vorkastner. Danach ging er zu Martin Nippe nach Königsberg. Am 1. November 1928 wurde Buhtz in Heidelberg Assistent des Österreichers Walter Schwarzacher, der Direktor am Institut für Gerichtliche Medizin war. Am 14. November 1931 wurde er über Metallspuren in Einschusswunden habilitiert.
Nach der Machtübergabe an die Nationalsozialisten wurde Buhtz im April 1933 Mitglied in der SS (Mitgliedsnummer 100.376) und diente in der 32. SS-Standarte „Baden“ in Heidelberg. In der SS stieg er bis zum SS-Standartenführer auf. Er war Mitglied im NS-Dozentenbund und trat als Redner im NS-Rechtswahrerbund auf. Zum 1. Mai 1933 trat Buhtz der NSDAP bei (Mitgliedsnummer 3.171.323).
Einen Lehrauftrag in Heidelberg bekam Buhtz am 29. Januar 1934, doch bereits im 1. April 1935 ging er nach Jena, wo er als „Persönlicher Ordinarius und Direktor der Anstalt für Gerichtliche Medizin“ Nachfolger von Ernst Giese wurde. Buhtz war in Jena auch Außenstellenleiter des Sicherheitsdienst des Reichsführers SS (SD) in Jena. In Jena blieb er bis 1938, wo er ab Ende 1935 langjährig Dekan der Medizinischen Fakultät war. Im Juli 1938 folgte Buhtz einem Ruf an die Universität Breslau.
In seiner Heidelberger Zeit wird er später als „fanatischer Vertreter der Partei [NSDAP] an der Universität“ und „als einer der glühendsten Verfechter des Nationalsozialismus an der Universitat in Heidelberg“ bezeichnet. Die Teilnehmer der 29. Tagung der Deutschen Gesellschaft für gerichtliche, soziale Medizin und Kriminalistik in Innsbruck vom 15. bis 17. Mai 1940 – darunter u. a. der damalige Staatssekretär Roland Freisler – begrüßte Buhtz unter anderem mit begeisterten Worten zum aktuellen Kriegsverlauf und der Hoffnung auf neuen Lebensraum.
In Jena erstellte Buhtz „amtsärztliche Bescheinigungen“ über Häftlinge aus dem KZ Buchenwald, die „auf der Flucht“ erschossen wurden. Buhtz führte auch Obduktionen an Leichen von Häftlingen aus dem KZ Buchenwald durch. Am 14. Mai 1938 obduzierte Buhtz im Beisein des SS-Lagerarztes Werner Kirchert den im KZ Buchenwald eingesetzten 22-jährigen SS-Rottenführer Albert Kallweit, der von zwei flüchtenden Häftlingen erschlagen worden war. Dabei trennte Buhtz den Kopf vom Körper der Leiche ab, um ihn im Institut der Universität weiter untersuchen zu können. Als Heinrich Himmler davon erfuhr, führte dies letztlich zu Buhtz' Wechsel an die Universität Breslau. Werner Gerlach, Pathologieprofessor in Jena, holte sich aus Berlin den Auftrag für eine Richtlinie, wie SS-Angehörige „pietätvoll“ zu obduzieren seien, und die Jenaer Pathologen lösten die Gerichtsmediziner auch bei der Obduktion der KZ-Häftlinge ab.
1937 wählte die Gesellschaft für gerichtliche und soziale Medizin Buhtz zu ihrem Vorsitzenden. Er musste allerdings 1940 nach einem Streit mit Reichsärzteführer Leonardo Conti von diesem Amt zurücktreten. Der Streitgrund waren unterschiedliche Auffassungen über die Aufgaben- und Kompetenzverteilung zwischen den Gesundheitsämtern und den Gerichtsmedizinern an den Universitäten.
Während des Deutsch-Sowjetischen Krieges wurde Buhtz Ende August 1941 zum beratenden Gerichtsmediziner der VI. Armee, Heeresgruppe Mitte berufen. Dort sollte er zur Aufklärung bolschewistischer Greueltaten im Baltikum beitragen. Er arbeitete als Oberstabsarzt einer Sanitätseinheit. Vom 29. März bis 30. Juni 1943 leitete er Exhumierungen und Obduktionen von beim Massaker von Katyn ermordeten Polen und verfasste einen 56-seitigen gerichtsärztlichen Bericht dazu. Eine Delegation des Polnischen Roten Kreuzes (ab 10. April) und eine internationale Ärztekommission (ab 29. April) obduzierten ihrerseits von Buhtz' Team bereits exhumierte und weitere Leichen. Das Auswärtige Amt veröffentlichte ihre Abschlussberichte am 4. Mai 1943 gemeinsam als Amtliches Material zum Massenmord von Katyn.
Am 26. Juni 1944 verunglückte Buhtz beim Verladen von Instrumentarium seiner Einheit im Raum Minsk tödlich. In Minsk leitete er ein Institut mit vier Ärzten und zwei Chemikern. Nach offizieller Darstellung wurde Buhtz von einem Zug überfahren. Er wurde bei Maladsetschna beerdigt. Über die Todesursache gibt es widersprüchliche Aussagen.

## Veröffentlichungen (Auswahl)
- Der Verkehrsunfall. Gerichtsärztlich kriminalistische Beurteilung unter besonderer Berücksichtigung der Alkoholbeeinflussung Verlag Ferdinand Enke, Stuttgart, 1938.
- Handbuch der biologischen Arbeitsmethoden. Verlag Urban & Schwarzenberg, 1934.
- Methoden der gerichtlichen Medizin und Kriminalistik. Verlag Urban & Schwarzenberg, 1934
- Schriftstücke (spez. Selbstmörderbriefe), ihre versicherungsrechtliche Bedeutung. In: International Journal of Legal Medicine 33, 1940, S. 185–194. doi:10.1007/BF01771139
- Der Begriff des Unfalls und des Betriebsunfalls. Greifswald, 1923.
- Der Begriff der Unfallfolgen unter besonderer Berücksichtigung der Unfallneurosen. Greifswald, 1923.
- Gesetzgebung und höchstrichterliche Rechtsprechung in Unfallsachen spez. bei Neurosen. Greifswald, 1926.
- Die Bedeutung der Handführung und -stützung bei eigenhändigen Testamenten. In: International Journal of Legal Medicine 17, 1931. doi:10.1007/BF02252066
- Blutbeschmutzung und Rostbildung. In: International Journal of Legal Medicine
- Metallspuren in Einschußwunden. In: International Journal of Legal Medicine 18, 1932. doi:10.1007/BF01746891
- Mord durch Ertränken. In: International Journal of Legal Medicine 18, 1932. doi:10.1007/BF01746884
- Die Bedeutung pathologischer Schriftveränderungen für den Nachweis von Testamentsfälschungen. In: International Journal of Legal Medicine 18, 1932. doi:10.1007/BF01746870